# 虎克岛海怪
虎克岛海怪（Hook Island Sea Monster）是指1964年12月12日在澳大利亚昆士兰州虎克岛被目击到的神秘生物。

## 目击
1964年12月12日，罗伯特·勒塞瑞克（Robert Le Serrec）与家人在澳大利亚昆士兰州虎克岛斯通黑文海湾目击一只巨型蝌蚪模样的神秘生物。据罗伯特·勒塞瑞克称，这只生物长30英尺（9.14米），尾部受伤，在他接近后很快就游走了，但罗伯特设法拍下了照片。

## 解释
关于虎克岛海怪有着许多种解释：巨大蝾螈或合鳃鱼、大海蛇、美国海军进行燃料牵引实验所留下的垃圾、泄气且被杂草覆盖的高层等高探测气球、用塑料和沙子制造的阴影，甚至有可能是一堆被捆绑的布料。